# Seznam azerbajdžanskih saksofonistov
Seznam azerbajdžanskih saksofonistov.

## A
- Safura Alizadeh

## S
- Rain Sultanov